# 폰토스
폰토스(그리스어: Πόντος)는 흑해 연안 아나톨리아 지방 북동부에 있던 옛 지명으로, 오늘날 튀르키예의 흑해 지역의 일부이다. 고졸기 그리스 당시 이 지역을 식민지화한 그리스인들에 의해 이름이 붙여졌으며, 흑해의 옛 이름인 에우세이노스 폰토스 (그리스어: Εύξεινος Πόντος) 에서 유래했다.
지역의 범위는 시대에 따라 다양하게 변화하지만, 일반적으로 동쪽으로는 콜키스 지역, 서쪽으로는 파플라고니아 지역과 경계를 이룬다.
또한 그리스 신화에 등장하는 아마조네스의 본거지로 알려져 있다.

## 역사
폰토스는 원래 고대 그리스인들이 이 아나톨리아 북동부 지역을 부르는 지명이었으나 알렉산드로스 대왕의 점령 이후 폰토스 왕국이 세워졌고, 이후 왕국의 이름으로 자리잡았다. 기원전 302년 알렉산드로스 대왕의 죽음이후 알렉산드로스의 후계자 중 하나인 미트리다테스 1세가 왕국을 세웠고 이후 기원전 64년 로마에 의해 멸망할때까지 독립적인 왕국이었다.
원래 헬레니즘 계열의 왕국이었으나 실제 통치 제도는 페르시아적인 색채가 강했다. 기원전 3세기와 기원전 2세기에 폰토스는 그 세력을 점점 확장하였고 마지막 왕인 미트리다테스 6세의 치세 당시에는 최고조에 이르렀다. 미트리다테스 6세의 팽창 정책은 로마 공화정과 대립했고 세차례의 전쟁을 거쳐 기원전 64년에 폼페이우스에게 완전히 정복당했고 폰토스 왕국은 사실상 멸망하고 로마 제국의 영토로 합병되었다.
합병 이후에는 비티니아 지역과 통합되어 비티니아 폰토스 속주를 이루었으며, 비잔틴 제국 시대에도 자치 지역으로 명목을 유지했고 나중에 오스만 제국의 통치를 받았다.
제 1차 세계 대전 중 폰토스의 그리스인들을 중심으로 폰토스의 독립에 대한 열망이 증폭되어 폰토스 공화국의 건국 코앞까지 가게 되지만, 그리스와 협상국의 무관심 내지 반대로 인해 1923년 그리스-터키 인구 교환 협정이 체결되면서 폰토스의 그리스인들은 그리스로 이주하게 되었다.

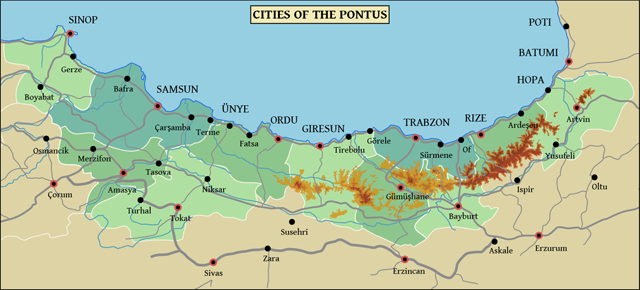
폰토스 지역의 도시들

## 같이 보기
- 폰토스 왕국
- 폰토스 공화국